# Mühlgrün
Mühlgrün (vogtländisch: Miehlgrie) ist eine Ortslage von Auerbach/Vogtl. im sächsischen Vogtland.
Der Ortsteil liegt südlich von Auerbach in Richtung Ellefeld. Belegt sind die Namen Molgrune (1450), Mulgrun und Malgrun (1531), Muelgrun (1544), Mühlngrün (1578) und Mühlgrün (1750). Bei Mühlgrün handelt es sich um einige Häuserzeilen bzw. eine Streusiedlung, das seit mindestens 1551 Auerbach zugehörig ist. Damals war es der Grundherrschaft Auerbach (untern Teils) unterstellt. 1899 gehörten zu Mühlgrün Crinitzleithen, Neuberg (geschult nach Ellefeld), Neumühle, Dürre Henne (Buschhäuser) und Augustusruhe. Gemeindevorstand (= Bürgermeister) war in diesem Jahr Karl Otto Zeißig. Gemeinsam mit seinem Ortsteil Crinitzleithen wurde Mühlgrün 1912 nach Auerbach eingemeindet und war fast 100 Jahre ein offizieller Ortsteil der Stadt. Seit dem 1. Juli 2008 ist Mühlgrün kein Gemeindeteil der Stadt mehr. In Mühlgrün befindet sich heute das Arbeitsamt Auerbach und ein Einzelhandelskomplex (mit McDonald’s) direkt an der Bundesstraße 169, an dessen Stelle sich früher eine Färberei befand.
1551 wohnten im Mühlgrün 4 besessene Mann und 3 Inwohner; 1764 waren es 5 besessene Mann und 3 Häusler. 
| Jahr:      | 1834 | 1871 | 1885 | 1890 | 1895 | 1910 |
| Einwohner: | 184  | 280  | 497  | 452  | 733  | 2864 |

1910 war Mühlgrün unter den 69 Kommunen der Amtshauptmannschaft Auerbach auf Rang 10 der Einwohnerstatistik.

## Belege
1. 1 2 3 4 5 6  Mühlgrün – HOV | ISGV. Abgerufen am 29. Januar 2023.
2. 1 2 3  SLUB Dresden: Adreß- und Geschäfts-Handbuch der Bezirksstadt Auerbach, sowie des Marktfleckens Rodewisch und der Ortschaften Ellefeld und Mühlgrün i. V. Abgerufen am 18. März 2024 (deutsch).